# Granigliatrice
La granigliatrice è una macchina che, generalmente mediante forza centrifuga (oppure mediante altri mezzi meccanici, come aria compressa), proietta delle particelle metalliche denominate "graniglia" contro una superficie, generando un trattamento superficiale, chiamato "granigliatura", che ha lo scopo di pulire, irruvidire e indurire la superficie del materiale trattato.
Nel caso in cui è utilizzata per indurire la superficie del materiale, si parla più precisamente di "pallinatura". Il grado di pallinatura si misura in Almen, unità di misura che riporta la copertura riferita ad un campione predeterminato.

## Descrizione e funzionamento
La macchina è composta principalmente da:
- organo proiettante: l'organo proiettante nel caso di utilizzo di aria compressa è l'ugello ovvero un tubo metallico composto da una camicia esterna in metallo (ferro-alluminio) un rivestimento antiusura (carburo di boro o Widia) per resistere all'azione usurante del passaggio della graniglia. L'organo proiettante è invece la turbina ovvero insieme di componenti meccanici rotanti racchiuse in un carter comandato da motore elettrico quando la proiezione avviene per forza centrifuga.
- sistema di recupero: serie di organi quali coclee di Archimede, elevatori a tazze, vibrovagli, circuiti pneumatici che convogliano la graniglia proiettata al sistema di pulizia.
- sistema di pulizia
- struttura di contenimento
- eventuali organi di movimentazione.

## Applicazioni
I campi di utilizzo di tale macchina sono tra i più svariati a seconda dell'interesse a uno o più dei risultati ottenibili, alcuni esempi di prodotti o lavorazioni interessati alla sua azione possono essere: sterratura fusioni, decalaminazione acciai, preparazione alla verniciatura e/o zincatura, antisdrucciolo pavimentazioni, pallinatura utensili, pallinatura molle e/o balestre, ecc.